# Henry Liddon
Henry John Churchill Liddon, född 20 april 1932 i London, död den 23 september 1987 i Yamoussoukro, Elfenbenskusten var en brittisk kartläsare inom rally.
Liddon läste noter åt bland andra de flygande finländarna Rauno Aaltonen och Timo Mäkinen. Han omkom i en flygolycka i samband med Elfenbenskustrallyt 1987.